# 드카 찰스
드카 찰스(일본어: ンドカ チャールス, 1998년 8월 8일~)는 일본의 축구 선수이다.

## 구단 경력
그는 2021년 J3리그의 YSCC 요코하마에 입단했다. 2022년 FC 기후로 이적했다. 2023년까지 63경기에 출전하여, 9득점을 넣었다. 2024년 J2리그의 가고시마 유나이티드 FC로 이적했다.2024년후 J3리그에 강등했다.